# Giuliano Silvestri
Giuliano Silvestri (San Benedetto del Tronto, 10 giugno 1942 – Ascoli Piceno, 10 dicembre 2020) è stato un politico italiano.
Fu deputato della Repubblica Italiana per cinque legislature (dalla VII alla XI), dal 1976 al 1994.

## Biografia
Silvestri venne eletto per la prima volta alla Camera dei deputati con la Democrazia Cristiana nel 1976, venendo riconfermato nelle successive quattro tornate elettorali.
Nei suoi vari mandati da deputato fece parte di vari commissioni parlamentari. In particolare, fu più volte membro della Commissione affari costituzionali, della Commissione agricoltura e foreste, della Commissione esteri e della Commissione parlamentare per l'indirizzo generale e la vigilanza dei servizi radiotelevisivi.
Durante il suo ultimo mandato parlamentare, a seguito della dissoluzione della Democrazia Cristiana, si iscrisse al Partito Popolare Italiano, anch'esso di tendenza cristiano-democratica.
Ricoverato presso il Centro Ambulatoriale Santo Stefano di Ascoli, è morto a 78 anni il 10 dicembre 2020.